# Oplopomus caninoides
Oplopomus caninoides är en fiskart som först beskrevs av Pieter Bleeker 1852.  Oplopomus caninoides ingår i släktet Oplopomus och familjen smörbultsfiskar. Inga underarter finns listade i Catalogue of Life.